# Torre do Pinhão
Torre do Pinhão es una freguesia portuguesa del concelho de Sabrosa, con 14,51 km² de superficie y 404 habitantes (2001). Su densidad de población es de 27,8 hab/km².